# Dženita Rašidović
Dženita Rašidović, född 10 juni, 1993, är en volleybollspelare (libero). 
Rašidović spelar i Bosnien och Hercegovinas landslag och har med dem deltagit i EM 2021 och vunnit European Silver League 2021. På klubbnivå har hon under lång tid spelat med OK Goražde